# Rokometno društvo Jadran 2009 Hrpelje-Kozina
Rokometno društvo Jadran Hrpelje-Kozina je slovenski rokometni klub iz Hrpelje-Kozine. Njegova domača dvorana je Modra dvorana OŠ Dragomirja Benčiča-Brkina Hrpelje . Člansko moštvo igra v  2. DRL, kar je  tretja slovenska liga. 